# Panama Al Brown
Panama Al Brown, pseudonimo di Alfonso Teofilo Brown (Colón, 5 luglio 1902 – New York, 11 aprile 1951), è stato un pugile panamense, fu Campione del mondo dei pesi gallo dal 1929 al 1935 e nel 1938.

## Biografia
Pugile afroamericano degli Anni '20 e '30. Di lui si ricordano le sfide con Battling Battalino e Sixto Escobar ma anche i tre tiratissimi combattimenti con il campione d'Europa Domenico Bernasconi.
Il 29 marzo 1929, a Madrid, Bernasconi lo manda al tappeto con un terribile colpo al mento. Brown si rialza e vince ai punti in dieci riprese, con un verdetto che suscita rumorose proteste da parte del pubblico madrileno.
Panama Al Brown diventa Campione del mondo dei pesi gallo - titolo allora vacante - il 18 giugno 1929 a New York, battendo ai punti Vidal Gregorio. Lo difenderà vittoriosamente nove volte, prima di perderlo ai punti, il 1º giugno 1935, a Valencia, dallo spagnolo Baltasar Sangchili.
Il 23 luglio 1930, a Brooklyn, Brown affronta nuovamente Bernasconi. Anche in questo combattimento è messo al tappeto dall'avversario ma poi vince ai punti.
Il 25 giugno 1932, al Palazzo dello Sport della Fiera di Milano, per decisione unanime, Brown è sconfitto da Vittorio Tamagnini, seppure in un match al limite dei piuma e non valido per il titolo. Grazie a tale impresa, Tamagnini fu il primo pugile italiano che riuscì a battere un campione del mondo in carica.
Il 19 marzo 1933 affronta per la terza volta Domenico Bernasconi, mettendo in palio il titolo mondiale dei pesi gallo, al Palazzo dello Sport della Fiera di Milano. Brown appare nervoso e, probabilmente, teme l'italiano. Nei primi tre round non fa altro che "legare" l'avversario ed è richiamato tre volte dall'arbitro. Alla quarta ripresa, infligge un colpo basso allo sfidante ed è squalificato. Bernasconi è il nuovo campione del mondo.
Subito il suo manager Lumianski si mette a parlare con l'arbitro inglese Jack Hart. È presente anche il commissario italiano Mazzia che, non capendo la lingua, si limita ad annuire. Fatto sta che, dopo tre minuti, Brown è riammesso a combattere e il match riprende. Il panamense mantiene il titolo ai punti in dodici riprese, con verdetto unanime.
Nel 1938, la International Boxing Union dichiarò vacante il titolo mondiale dei pesi gallo e allestì un match tra Panama Al Brown e lo spagnolo Sangchilli per l'attribuzione della cintura. Il 4 marzo 1938, a Parigi, Brown conquistò nuovamente il titolo mondiale, battendo il suo avversario ai punti. Fu poi dichiarato decaduto per non averlo difeso in tempo utile.

## Caratteristiche tecniche
Alto 1.75 e con un allungo di 1.84, decisamente superiore a quello di un normale peso gallo, Brown era anche dotato di un'agilità sorprendente. La International Boxing Hall of Fame lo ha ammesso tra i più grandi pugili di ogni tempo. Nel 2002 Ring Magazine lo ha inserito al 46º posto in una propria classifica degli 80 migliori pugili degli ultimi 80 anni. Nel 2001 e nel 2004 la medesima rivista lo ha collocato rispettivamente al 2º e al 5º posto in una propria classifica dei migliori pesi gallo della storia del pugilato.

## Vita privata
Panama Al Brown combatté spesso in Europa perché si era trasferito a Parigi. Famoso per il suo modo di vestire elegante, si godette la vita notturna della città, frequentando bar e jazz club. Fu proprietario di numerose auto di lusso, tra cui una Packard 645 Sport del 1929 e diverse Bugatti.
Durante i primi anni '30 Brown contrasse la sifilide e soffrì di piaghe alla schiena. Si riprese abbastanza bene per continuare la sua carriera nel pugilato, anche senza antibiotici. Non si conosce se abbia superato l'infezione.
Si unì alla Revue nègre di Joséphine Baker come ballerino di tip tap e fece il suo debutto in cabaret come cantante ballerino al Caprice Viennoise.
Omosessuale, ebbe una relazione sentimentale di lunga durata con Jean Cocteau.